# 최재호 (1935년)
최재호(1935년 10월 2일 ~ )는 대한민국의 영화 배우이다.

## 출연작

### 영화
- 《살사리 몰랐지(007 폭소판 살사리 몰랐지?)》 (1966년)
- 《지상에서 0으로》 (1967년)
- 《풍운의 검객》 (1967년)
- 《위험은 가득히》 (1967년)
- 《영번 상해돌파》 (1967년)
- 《형수》 (1967년)
- 《폭로》 (1967년)
- 《밀월》 (1967년)
- 《가고파》 (1967년)
- 《사랑했는데》 (1968년)
- 《지상 최고의 여정(세계로 뻗는 한국)》 (1968년)
- 《귀부인》 (1968년)
- 《복수》(1968년)
- 《사나이 삼대》 (1969년)
- 《식모의 유산》 (1969년)
- 《부인행차》 (1969년)
- 《한발은 지옥에》 (1969년)
- 《포옹》 (1969년)
- 《심야의 대결》(1969년)
- 《떠나가는 왼손잡이》(1969년)
- 《새색시》 (1969년)
- 《어느 소녀의 고백》 (1970년)
- 《안개속의 탈출》 (1970년)
- 《구봉서의 구혼작전》 (1970년)
- 《수호지》 (1970년)
- 《동경사자와 명동호랑이》 (1970년)
- 《내일있는 우정》 (1970년)
- 《맨발로 왔다》 (1970년)
- 《팔도 가시나이》 (1970년)
- 《애꾸눈 박》 (1970년)
- 《잃어버린 면사포》 (1970년)
- 《번개같은 사나이》 (1970년)
- 《남포동 출신》 (1970년)
- 《항구의 왼손잽이》 (1971년)
- 《두 남자》 (1971년)
- 《그날밤 생긴 일》 (1971년)
- 《명동의 12 사나이》 (1971년)
- 《여인도》 (1971년)
- 《불타는 복수》 (1971년)
- 《훼리호를 타라》 (1971년)
- 《두 아들(속)》 (1971년)
- 《내 아내여》 (1971년)
- 《황금독수리》 (1971년)
- 《과객》 (1971년)
- 《서방님 따라서》 (1971년)
- 《장화홍련전》 (1972년)
- 《무릎꿇고 빌련다》 (1972년)
- 《소장수》 (1972년)
- 《멋진 인생》 (1972년)
- 《밤길》 (1972년)
- 《특공외인부대》 (1972년) - 특수대원 B
- 《팔도졸업생》 (1972년)
- 《야간비행》 (1973년)
- 《깊은 사이》 (1973년)
- 《방년 18세》 (1973년)
- 《명동을 떠나면서》 (1973년)
- 《청춘 하이웨이》 (1973년)
- 《혈권》 (1973년)
- 《종야》 (1973년)
- 《석양의 두 얼굴》 (1973년)
- 《악인의 계곡》 (1973년)
- 《승부》 (1973년)
- 《엄마결혼식》 (1973년)
- 《특별수사본부 배태옥 사건》 (1973년)
- 《대비상망》 (1974년)
- 《돌아온 외다리》 (1974년)
- 《국회 푸락치》 (1974년)
- 《태양닮은 소녀》 (1974년)
- 《실록 김두한》 (1974년)
- 《용호대련》 (1974년)
- 《대형》 (1974년)
- 《낙인》 (1974년)
- 《분노의 왼발》 (1974년)
- 《죽엄의 다리》 (1974년)
- 《돌아온 외다리(속)》 (1974년)
- 《환녀》 (1974년)
- 《운수대통》 (1975년)
- 《특별수사본부 외팔이 김종원》 (1975년)
- 《빨간 구두》 (1975년)
- 《삼포가는 길》 (1975년)
- 《황금마담》 (1975년)
- 《독사》 (1975년)
- 《악충》 (1976년)
- 《혈육애》 (1976년)
- 《딸 3형제》 (1976년)
- 《오계》 (1976년)
- 《핏줄》 (1976년)
- 《비정지대》 (1976년)
- 《과거는 왜 물어》 (1976년)
- 《검은 띠의 후계자》 (1976년)
- 《비밀객(속)》 (1976년)
- 《7인의 말괄량이》 (1976년)
- 《마지막 밤의 탱고》 (1976년)
- 《삼룡이라 불러라》 (1977년)
- 《저 높은 곳을 향하여》 (1977년)
- 《캐논청진공작》 (1977년)
- 《대적수》 (1977년)
- 《폭풍을 몰고 온 여자》 (1977년)
- 《소림사 흑표》 (1977년)
- 《족보》 (1978년)
- 《십이대천왕》 (1978년)
- 《특명 8호》 (1978년)
- 《옛날 옛적에 훠어이 훠이》 (1978년)
- 《대동강 출신》 (1978년)
- 《오빠가 있다》 (1978년)
- 《달마신공》 (1978년)
- 《흙》 (1978년)
- 《경찰관》 (1978년) - 이순경
- 《수녀》 (1979년)
- 《물도리 동》 (1979년)
- 《당산비권》 (1979년)
- 《색깔있는 여자》 (1980년)
- 《별명붙은 사나이》 (1980년) - 주방장
- 《땅울림》 (1980년)
- 《오사까의 외로운 별》 (1980년)
- 《난 모르겠네》 (1980년)
- 《화요일밤의 여자》 (1980년)
- 《조용히 살고 싶다》 (1980년)
- 《애권》 (1980년)
- 《돌아와요 부산항'80(속)》 (1980년)
- 《마음은 외로운 사냥꾼》 (1982년)
- 《종로 부루스》 (1982년)
- 《겨울여자(2부)》 (1982년)
- 《0점하의 자식들》 (1982년)
- 《여애권》 (1982년)
- 《백구야 훨훨 날지마라》 (1982년)
- 《춘색호곡》 (1981년)
- 《하늘나라 엄마별이》 (1981년) - 그외 친구들
- 《슬픈 계절에 만나요》 (1981년)
- 《가슴깊게 화끈하게》 (1981년)
- 《첫사랑은 못잊어》 (1983년)
- 《얼굴이 아니고 마음입니다》 (1983년)
- 《다른 시간 다른 장소》 (1983년)
- 《정념의 갈매기》 (1983년)
- 《오마담의 외출》 (1983년) - 우정출연
- 《풀잎처럼 눕다》 (1983년)
- 《돌아온 용팔이》 (1983년)
- 《형》 (1984년)
- 《바보사냥》 (1984년)
- 《육식동물》 (1984년)
- 《사약》 (1984년) - 금부도사
- 《자녀목》 (1984년)
- 《산딸기 2》 (1984년)
- 《장남》 (1984년)
- 《지금 이대로가 좋아》 (1984년)
- 《이방인》 (1984년)
- 《고래 사냥》 (1984년)
- 《뜸부기 새벽에 날다》 (1984년)
- 《나는 다시 살고 싶다》 (1984년)
- 《88 짝꿍들》 (1984년)
- 《고래 사냥 2》 (1985년)
- 《어미》 (1985년) - 파출소 순경
- 《물목》 (1985년)
- 《금달래》 (1986년)
- 《뜨거운 겨울》 (1986년)
- 《투명인간》 (1986년)
- 《오사까대부》 (1986년)
- 《삼색스캔들》 (1986년)
- 《여로》 (1986년)
- 《감자》 (1987년)
- 《도화》 (1987년)
- 《사노》 (1987년) - 군관
- 《여자는 바람 여자는 바람》 (1987년)
- 《변강쇠 (속)》 (1987년) - 농부1
- 《요화 어을우동》 (1987년)
- 《덫》 (1987년)
- 《고속도로》 (1987년)
- 《호걸춘풍》 (1987년)
- 《영웅 돌아오다》 (1987년) - 주인2
- 《동녀》 (1987년)
- 《박철수의 헬로 임꺽정》 (1987년)
- 《매춘》 (1988년)
- 《그 마지막 겨울》 (1988년)
- 《떡》 (1988년)
- 《변강쇠 3》 (1988년) - 장서방
- 《어른들은 몰라요》 (1988년)
- 《여자 세상》 (1988년) - 사내
- 《멋장이 세상》 (1988년) - 과장
- 《업》 (1988년)
- 《대물》 (1988년)
- 《뽕 2》 (1988년)
- 《못먹어도 고》 (1989년)
- 《파행》 (1989년)
- 《잠자리에 들 시간》 (1989년) - 나이
- 《웨딩드레스》 (1990년) - 박사장
- 《장군의 아들》 (1990년)
- 《역사는 이렇게 시작됐다》 (1990년) - 이장
- 《호스테스 미스고》 (1990년) - 회장2
- 《그래 가끔 하늘을 보자》 (1990년) - 장학사2
- 《보통여자시대》 (1990년) - 손님1
- 《단지 그대가 여자라는 이유만으로》 (1990년)
- 《도시의 상처》 (1990년)
- 《그들도 우리처럼》 (1990년) - 서과장
- 《수탉》 (1990년) - 경찰1
- 《흑설》 (1990년) - 술꾼1
- 《캬바레 부인》 (1990년) - 지사장
- 《어느 모델의 사랑》 (1990년)
- 《변금련》 (1991년)
- 《산딸기 4》 (1991년)
- 《토끼를 태운 잠수함》 (1991년) - 대포집주인
- 《예수천당》 (1991년) - 일본형사
- 《개벽》 (1991년) - 도인들
- 《이태원 밤하늘엔 미국 달이 뜨는가》 (1991년)

## 수상
- 제29회 대종상 영화제 : 특별연기상(남)(단지 그대가 여자라는 이유만으로)